# Черв'яга Нідена
Черв'яга Нідена (Boulengerula niedeni) — вид земноводних з роду Блакитна черв'яга родини Herpelidae. Отримала назву на честь німецького зоолога Франца Нідена. Інша назва «сагальська черв'яга».

## Опис
Загальна довжина становить 30 см, діаметр — 0,6 см. Голова середнього розміру. Верхня щелепа сильно виступає уперед. Очі доволі розвинені. Тулуб товстий та кремезний. Присутні первинні та вторинні кільця — до 140. Шкіра має отруйні залози, які захищають її від хижаків. Забарвлення спини чорне або темно-коричневе, черево дещо світліше — з рожевуватим відтінком, особливо це стосується підборіддя.

## Спосіб життя
Спочатку населяла гірську лісову місцевість, проте велика частина її природного місця існування була засвоєна людьми. Віддає перевагу вологим ділянкам ґрунту з перегнилою рослинністю, часто зустрічається недалеко від водойм. Була знайдена на висоті близько 1000 метрів над рівнем моря. Її область поширення обмежена всього 29 км². Живиться земляними хробаками і термітами, яких знаходить завдяки своєму гострому нюху.
На відміну від багатьох земноводних, відкладає свої яйця на землі і практично не залежить від води. Самиця відкладає близько 5 яєць у підземній камері.

## Поширення
Поширена на пагорбах Сагала, що входять до гірського району Таїта (Кенія).